# باتريسيا بانيكو
باتريسيا بانيكو (بالإيطالية: patrittsja paniko)‏. من مواليد 8 فبراير 1975: مهاجمة المنتخب الإيطالي النسوي لكرة القدم، وتلعب لفريق سي إف توريس في دوري الدرجة الأولى في إيطاليا  .بانيكو عضوة منذ زمن طويل في منتخب إيطاليا لكرة القدم للسيدات وكانت كابتن الفريق وفازت مع المنتخب في أكثر من 185 مباراة دولية. شاركت في بطولة أمم أوروبا لكرة القدم للسيدات للأعوام 1997، 2001، 2005، 2009 و2013 ولعبت في كأس العالم للسيدات 1999. ولها مسيرة طويلة في اللعب مع الاندية أستمرت لأكثر من عقدين من الزمن، حيث فازت تسعة مرات ببطولة الدوري وخمس مرات بكأس إيطاليا مع مختلف الأندية لها. وحصلت على لقب الهداف في 12 مرة، وقضت جزءا من عام 2010 في أمريكا، ولعبت كمحترفة في الخارج مع نادي إف سي سكاي بلو.

## روابط خارجية
- باتريسيا بانيكو على موقع الاتحاد الدولي (مؤرشف)  (الإنجليزية)
- باتريسيا بانيكو على موقع الاتحاد الأوربي (الإنجليزية)
- باتريسيا بانيكو على موقع قاعدة بيانات كرة القدم.إي يو (الإنجليزية)
- باتريسيا بانيكو على موقع Soccerway.com (الإنجليزية)
- باتريسيا بانيكو على موقع عالم كرة القدم.نت (الإنجليزية)